# Preaek Dach
Preaek Dach es una comuna (khum) del distrito de Leuk Daek, en la provincia de Kandal, Camboya. En marzo de 2008 tenía una población estimada de 7579 habitantes.
Se encuentra ubicada al sur del país, en la llanura central camboyana, a escasa distancia del río Mekong, de Nom Pen —la capital del país— y de la frontera con Vietnam.